# Alexander von Puttkamer (Musiker)
Alexander Wilhelm Jesko von Puttkamer (* 11. Februar 1973 in Düsseldorf) ist ein deutscher Tubist.
Puttkamer entstammt dem alten pommerschen Adelsgeschlecht derer von Puttkamer. Seine Karriere begann frühzeitig als mehrfacher Bundespreisträger bei Jugend  musiziert mit der Folge auserwählter Mitgliedschaft beim Bundesjugendorchester, bei der Jungen Deutschen Philharmonie sowie dem „Jugendorchester der Europäischen Union“.
Nach Abschluss seines Studiums beim Tubisten und Dirigenten Walter Hilgers an der Hochschule für Musik und Theater Hamburg wurde er 1996 Mitglied im NDR-Sinfonieorchester in Hamburg. 1998 wechselte er zum Bayerischen Staatsorchester nach München. Von 1999 bis 2006 spielte von Puttkamer regelmäßig im Orchester der Bayreuther Festspiele. Von 2004 bis 2007 war er Tubist im Symphonieorchester des Bayerischen Rundfunks.
Seit 2007 ist er Mitglied der Berliner Philharmoniker, wo er als Solo-Tubist fungiert. 
Zugleich ist er ein gesuchter Vertreter seines Fachs in Spitzenvereinigungen der Kammermusik, so bei German Brass, „HR-Brass“, 
„Brass Partout“, 
im Münchner Brass Quintet, 
Wien-Berlin Brass Quintett,
im Blechbläserquintett der Berliner Philharmoniker und im Ensemble Modern. 
Er unterrichtete eine Meisterklasse 2012 am Konservatorium Wien und 2013 an der New Yorker Carnegie Hall.